# 瑙丘
瑙丘是位於缅甸掸邦皎梅縣的一个城镇，也是瑙丘镇区的行政中心。 1999年至2000年期間，有人在當地約2,900英畝（12平方）的土地上開始種植咖啡。 